# Poncelet
Poncelet – francuski okręt podwodny z okresu międzywojennego i II wojny światowej, należący do Redoutable. Podczas wojny zdobył niemiecki statek, następnie służył we flocie francuskiej podległej rządowi w Vichy. Zatopiony podczas walk o Gabon 8 listopada 1940 roku. 

## Historia
„Poncelet” należał do najliczniejszego typu francuskich oceanicznych okrętów podwodnych z okresu międzywojennego Redoutable. Zamówiony został w 1925 roku, w grupie 7 okrętów drugiej serii tego typu, którym nadano nazwy pochodzące od naukowców. Otrzymał nazwę na cześć matematyka Jeana-Victora Ponceleta. Budowany był w państwowej stoczni w arsenale w Lorient, wraz z budowanym równocześnie „Henri Poincaré”. Położenie stępki miało miejsce na początku marca 1927 roku, wodowanie obu okrętów 10 kwietnia 1929 roku. Z uwagi na kryzys ekonomiczny, „Poncelet” wszedł do służby dopiero 1 września 1932 roku.

## Służba

### Początek II wojny światowej
W chwili wybuchu II wojny światowej dowódcą okrętu był (od 14 października 1938 roku) kapitan mar. Bertrand de Saussine (właściwie Pierre Henri Bertrand de Saussine du Pont de Gault). Okręt należał wówczas do 6. dywizjonu 4. eskadry okrętów podwodnych w Breście. Po wybuchu wojny używany był do patrolowania na Atlantyku. 20 września 1939 roku „Poncelet” wyszedł na patrol w rejonie północnych Azorów i 28 września przechwycił tam na pozycji 38°05′N 30°40′W/38,083333 -30,666667 niemiecki statek handlowy „Chemnitz” armatora NDL o pojemności 5522 BRT (płynący pod banderą neutralnej Norwegii). „Chemnitz” płynął z Sydney przez Las Palmas do Niemiec, wioząc m.in. 2000 t ołowiu, 2500 t rudy ołowiu, 1000 t pszenicy, 850 t mąki i inny ładunek, w tym 19 skrzyń eksponatów dla muzeum paleontologicznego w Monachium. Po wynurzeniu się okrętu podwodnego, statek został opuszczony przez załogę, która nie podjęła próby jego zatopienia. Dowódca „Ponceleta” postanowił zdobyć statek i, po obsadzeniu przez załogę pryzową i dotychczasową załogę (bez dowódcy i pierwszego oficera, którzy pozostali na okręcie podwodnym), został on doprowadzony 3 października pod eskortą „Ponceleta” do Casablanki, odległej o 1100 Mm. Statek został zarekwirowany przez rząd francuski i wszedł do służby jako „Saint Bertrand” u armatora CGT (przetrwał wojnę, pływając w brytyjskiej służbie konwojowej).

### Francja Vichy
Przed podpisaniem zawieszenia broni i zajęciem Brestu przez Niemców, 18 czerwca 1940 roku „Poncelet” opuścił bazę i przeszedł do kolonii francuskich - Casablanki, następnie Dakaru. Stąd, w dniach 2-10 września z kanonierką „Bougainville” eskortował do Libreville w Gabonie statek „Cap de Palmes”, wiozący żołnierzy i zaopatrzenie dla tamtejszego garnizonu, wiernego władzom w Vichy. Następnie bazował w Port-Gentil na południowy zachód od Libreville, z zadaniem ochrony Gabonu przed desantem sił Wolnej Francji.
8 listopada, po rozpoczęciu inwazji sił Wolnej Francji na Gabon, „Poncelet” wypłynął w morze, z niepełną załogą (15 marynarzy pozostało do wzmocnienia obrony lądowej), z zadaniem ataku na siły desantowe w zatoce Mondah koło Libreville. Ok. 13.30 „Poncelet” natknął się pod Port-Gentil na eskortowiec (slup) HMS „Milford”, należący do sił brytyjskich osłaniających desant. Brytyjczycy mieli rozkaz nie atakować pierwsi jednostek francuskich. Dowódca „Ponceleta” zdecydował, pomimo rozkazu ataku na siły dokonujące desantu w zatoce, zanurzyć się i zaatakować okręt brytyjski. Wystrzelono torpedę, która jednak z powodu zbyt głębokiej nastawy (4 m) przeszła pod slupem. Druga torpeda, nastawiona na głębokość 2 m, nie opuściła wyrzutni z powodu zacięcia pokrywy. Jej pracujący silnik spowodował jednak przedostawanie się do przedziału torpedowego gazów spalinowych, a także rozszczelnienie pokryw i przeciek. Na brytyjskim okręcie zauważono torpedę i podjął on kontratak bombami głębinowymi, lecz bez skutku. Okręt podwodny zszedł w niekontrolowany sposób na dużą głębokość (do 115 m), borykając się z problemami wynikającymi z przecieków i błędów popełnianych przez załogę. Zdołał się awaryjnie wynurzyć, w oddaleniu od okrętu brytyjskiego, lecz po pewnym czasie został zaatakowany przez wodnosamolot Supermarine Walrus z krążownika „Devonshire”. „Poncelet” zanurzył się, lecz doznał uszkodzeń od wstrząsów pobliskich wybuchów bomb. Na skutek awarii silników elektrycznych (spowodowanej prawdopodobnie wysoką wilgotnością) i ich pożaru oraz wyczerpującego się zapasu sprężonego powietrza, okręt się wynurzył. Został wówczas uszkodzony pociskiem z działa „Milforda”, który przebił kadłub sztywny, przez co „Poncelet” stracił możliwość zanurzenia. Marynarze francuscy opuścili pokład, z wyjątkiem dowódcy de Saussine'a, który dokonał samozatopienia jednostki na pozycji 0°20′N 8°50′E/0,333333 8,833333, tonąc wraz z okrętem. 
Reszta załogi, uratowana przez „Milforda”, została zatrzymana na krążowniku „Delhi”, a następnie internowana w Port Hartcout w Nigerii. 18 marynarzy dołączyło do Wolnych Francuzów, oficerów później zwolniono i 5 lipca 1941 roku znaleźli się w Dakarze (pod kontrolą rządu Vichy).